# Orde van Verdienste voor de Staatsveiligheid
De Orde van Verdienste voor de Staatsveiligheid (Koreaans: 보국훈장 , bogughunjang), werd in 1973 ingesteld en dient als belangrijkste onderscheiding voor de staatsveiligheidsdiensten van de door Noord-Korea bedreigde Koreaanse Republiek oftewel Zuid-Korea.
Er zijn vijf graden.
Deze orde is onderverdeeld in 
- - De Tong-il Medaille

Een grootkruis aan een paars lint. De baton heeft twee brede witte strepen en, zoals alle batons met uitzondering van de Gwanbog-medaille een opgespeld yin-yang symbool.
- - De Gugseon Medaille

Een commandeurskruis aan een paars lint met vier witte strepen langs de zoom met ster.
- - De Cheonsu Medaille

Een commandeurskruis aan een rood lint met drie witte strepen langs de zoom. 
- - De Sam IL Medaille

Een officierskruis aan een oranjegeel lint met twee witte strepen langs de zoom.
en de
- - De Gwangbog Medaille

Een ridderkruis aan een groen lint met twee witte strepen langs de zoom. 

Het kleinood is een gouden zespuntige ster met daarop zes rood met witte stralen. In het midden is het yin-yang symbool geplaatst.
De kleinoden hebben allen een verhoging in de vorm van een gouden Koreaanse kroon.